# Església de Santa Maria la Major (Daimiel)
L'Església Parroquial de Santa Maria la Major és el principal lloc de culte catòlic i l'edifici més antic de Daimiel, província de Ciudad Real (Espanya).

## Estructura arquitectònica
La seva estructura és la típica dels temples gòtics, si bé s'ha estat molt desfigurada per successives restauracions. És en la part nord on es conserven la major part dels vestigis d'aquesta època, dels quals cal destacar els seus elevats contraforts acabats en agulles, així com la porta de la Umbría, constituïda per un arc ogival i dos senzills capitells amb adorn vegetal. L'altra porta original té quatre columnes, amb capitells decorats amb fulles i fruits. Es troba encegada des de temps de la construcció del cor, i actualment es troba molt deteriorada. L'altra porta, que avui és la principal, es diu del Sol i està constituïda per un arc encortinat, protegit per un pòrtic suportat sobre dues columnes que sostenen la galeria que oculta la façana original de l'església.
L'interior de l'església està dividit en tres naus que són sostingudes per quatre pilars. Sobre aquests s'adossen columnes que sostenen arcs torals i formerers. Els seus capitells semblen representar signes ocults, i fins i tot alguns estudis els vinculen amb l'orde del Temple. Els més representatius són els del conill, la sirena, el rostre immutable i la serp.
La torre és molt posterior a la construcció original del temple, i està formada per diversos cossos molt bé diferenciats. La consagració de les primeres campanes es va efectuar el 4 d'agost de 1620, i en el 1816 la torre va sofrir greus danys per causa d'una tempesta i va ser reedificada en 1818.
Els seus retaules i l'altar original es van perdre l'any 1936 durant la guerra civil. Actualment es conserva en el seu interior la imatge del Santíssim Crist de l'Expiació, que aconseguí salvar-se de la barbàrie de la guerra, i que s'atribueix a l'escola d'Alonso Cano.
En el cor baix de l'església existeix una làpida que assenyala el lloc on es va donar sepultura l'any 1825 a Joaquim d'Ibáñez-Cuevas, baró de Eroles, heroi de la guerra de la independència i posteriorment guerriller reialista , i que va morir al seu pas per Daimiel el 22 d'agost de 1825.
Va ser declarada Bé d'Interès Cultural amb categoria de monument el 28 de setembre de 1989.